# Kuntz
Júlio Kuntz Filho (3 września 1897 – 19 sierpnia 1938) – piłkarz brazylijski znany jako Kuntz, bramkarz.
Urodzony w leżącym w stanie Rio Grande do Sul mieście Novo Hamburgo Kuntz karierę piłkarską rozpoczął w 1917 roku w klubie Floriano Novo Hamburgo. Rok później przeniósł się do klubu Grêmio Porto Alegre, a w 1920 roku do CR Flamengo. Razem z klubem Flamengo dwukrotnie zdobył mistrzostwo stanu Rio de Janeiro – w 1920 i 1921 roku.
Jako piłkarz klubu Flamengo wziął udział w turnieju Copa América 1920, gdzie Brazylia zajęła trzecie miejsce. Kuntz zagrał we wszystkich trzech meczach – z Chile, Urugwajem (stracił 6 bramek) i Argentyną (stracił 2 bramki).
Rok później wziął udział w turnieju Copa América 1921, gdzie Brazylia została wicemistrzem Ameryki Południowej. Kuntz zagrał w trzech meczach – z Argentyną (stracił bramkę), Paragwajem i Urugwajem (stracił 2 bramki).
Wciąż jako gracz klubu Flamengo był w kadrze reprezentacji podczas turnieju Copa América 1922, gdzie Brazylia zdobyła mistrzostwo Ameryki Południowej. Kuntz zagrał w trzech meczach – z Urugwajem, Argentyną i w decydującym o mistrzostwie barażu z Paragwajem.
W 1923 roku Kuntz został bramkarzem klubu Paulistano São Paulo, w którym grał do 1925 roku.
Później znów grał we Flamengo. Zmarł 19 sierpnia 1938 roku w rodzinnym Novo Hamburgo.